# Edsel
Edsel est une marque de la Ford Motor Company nommée en mémoire du fils d'Henry Ford, Edsel Ford, désignant des modèles des années 1958, 1959 et 1960.

Malgré sa courte durée de vie, la marque est bien connue. Elle est aujourd'hui considérée comme l'un des plus grands échecs commerciaux de l'histoire des entreprises américaines.

## Histoire

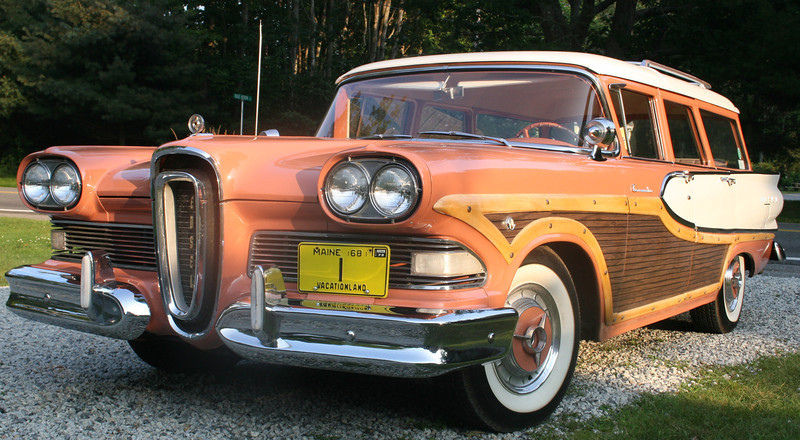
Edsel Bermuda 1958.

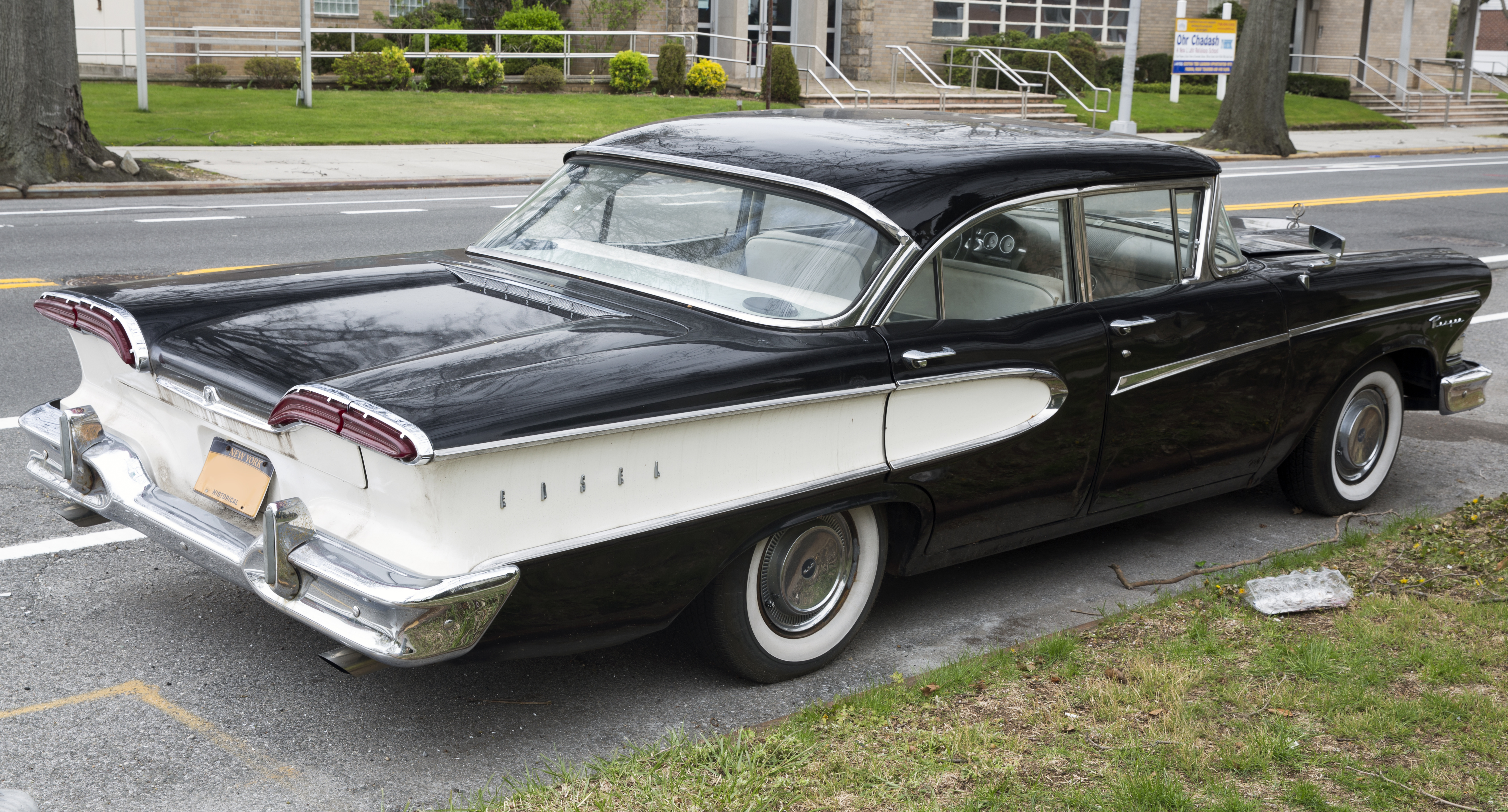
Edsel Ranger berline de 1958.

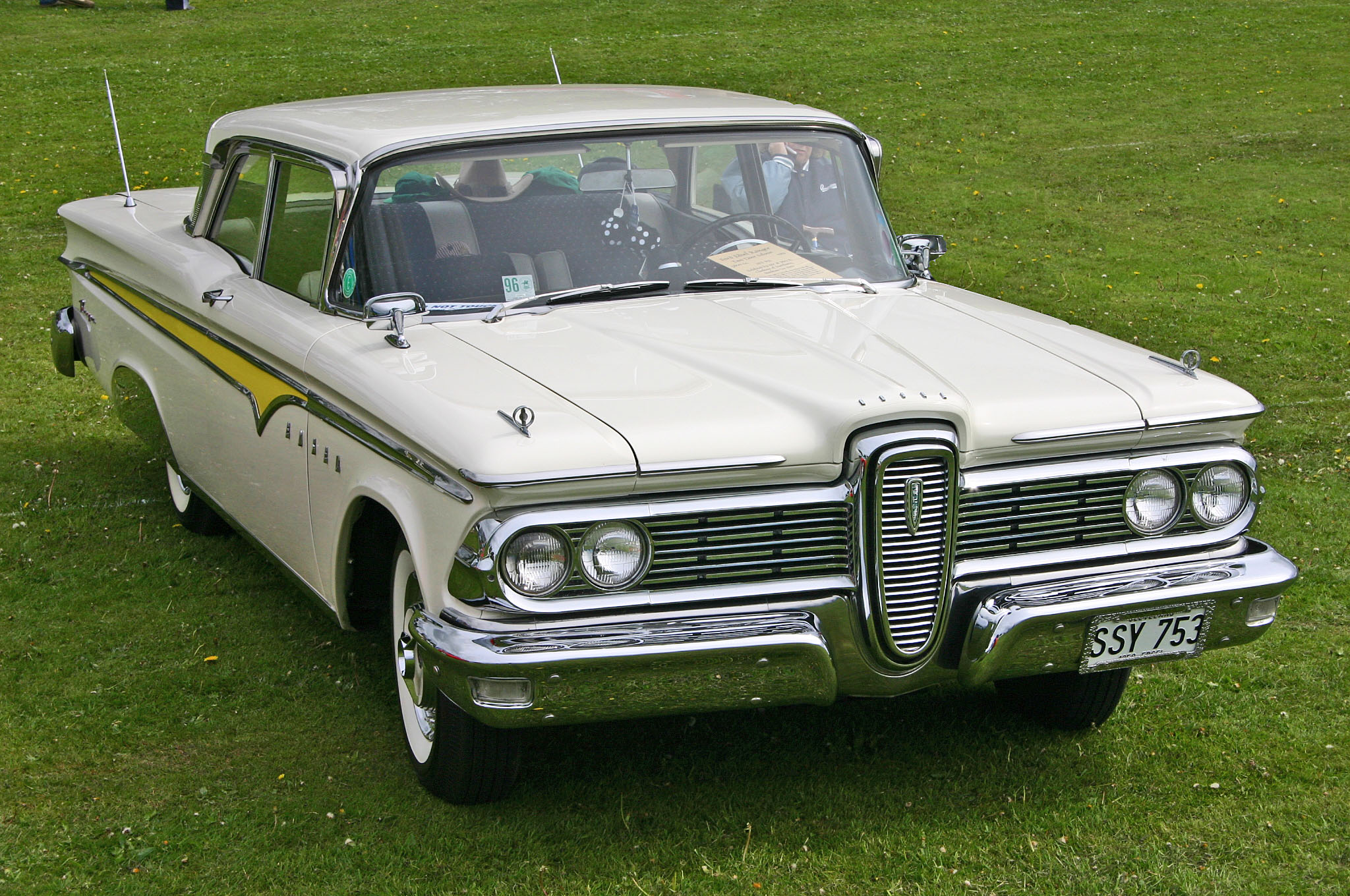
Edsel Ranger deux portes hardtop 1959.

Ford lança en 1957 le premier véhicule de sa nouvelle marque Edsel, ainsi nommée d'après le nom du fils décédé de Henry Ford. Il s'agissait d'une automobile originale en matière de forme et d'équipement. Outre un imposant confort, l'Edsel était également un véhicule puissant : équipées de V8, les Edsel avaient une puissance comprise entre 300 et 345 ch.
Les raisons de l'échec de ce lancement peuvent être liées au style différent ou aux gros défauts de finition. L'échec est également à attribuer à la politique commerciale de l'époque. L'Edsel est une sorte d'accumulation de tous les désirs exprimés par des acheteurs potentiels du moment ; cette accumulation en a fait un véritable monstre quasi invendable.
Dans la culture populaire américaine, Edsel est synonyme de « raté commercial ». Ainsi, le cas en est parfois cité comme contre-exemple dans les écoles de commerce.
Diverses explications ont été avancées. Telle celle-ci, très freudienne : l'ornement central de la calandre évoquerait un vagin, alors que l'acheteur (le plus souvent masculin, à l'époque de la sortie du véhicule), aurait plutôt recherché, inconsciemment, des traits phalliques dans une automobile.
Lors d'une visite officielle à Lima, au Pérou, le vice-président (et futur président) des États-Unis Richard Nixon saluait la foule depuis une Edsel découvrable et des manifestants bombardèrent la voiture avec des œufs pourris. Interviewé par la presse, « Tricky Dickie » (traduction libre : Richard-l'Embrouille) s'en tira par une pirouette, en affirmant, très pince-sans-rire, que c'était la voiture qui était visée et non pas sa personne ou sa fonction.
En fait, il semble que la cause de l'insuccès soit multifactorielle : lancement sur un marché connaissant un court cycle de récession, fiabilité douteuse des premiers exemplaires par manque de contrôle qualité (les farceurs traduisaient EDSEL par « Every Day Something Else Leaks », c'est-à-dire : « À chaque jour sa nouvelle fuite »), mauvais positionnement au niveau qualité et prix par rapport aux autres marques du groupe, notamment Mercury, liste d'options pléthorique et confuse, cafouillage de l'étude de marché (une grande première dans le monde automobile, pourtant) qui aurait été biaisée pour satisfaire les dirigeants de la firme.
Comme c'est souvent le cas pour les échecs commerciaux provoquant à terme la rareté du produit, ce véhicule mal-aimé durant sa production et donc assez peu diffusé (pour les États-Unis) en raison de sa réputation, a acquis au fil des ans un statut voiture de collection « culte » et une cote enviable chez les amateurs de voitures anciennes. Un club actif, regroupant de nombreux adhérents, est spécifiquement destiné aux propriétaires de cette voiture autrefois considérée comme un « loup ».

## Modèles

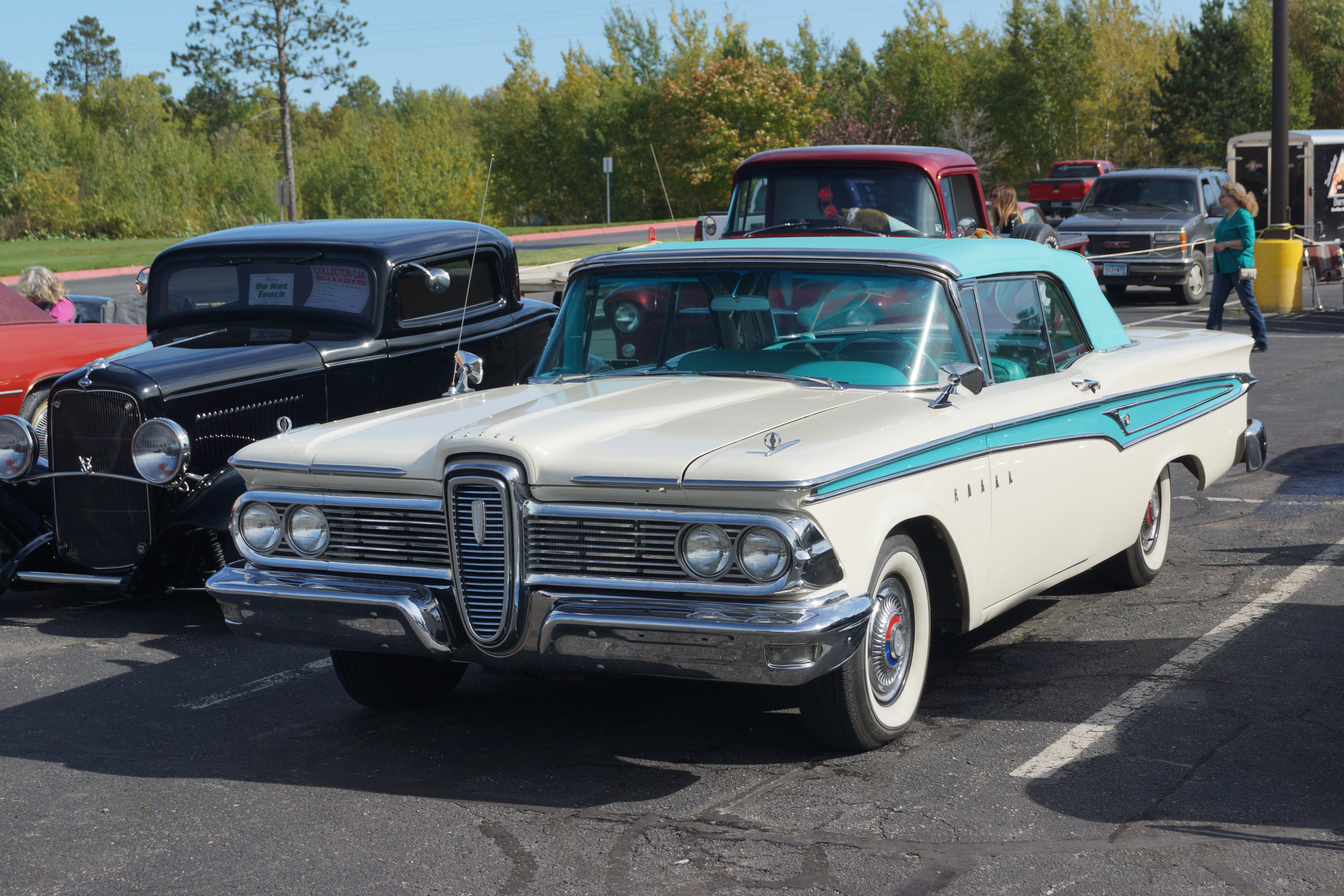
Cabriolet Corsair.

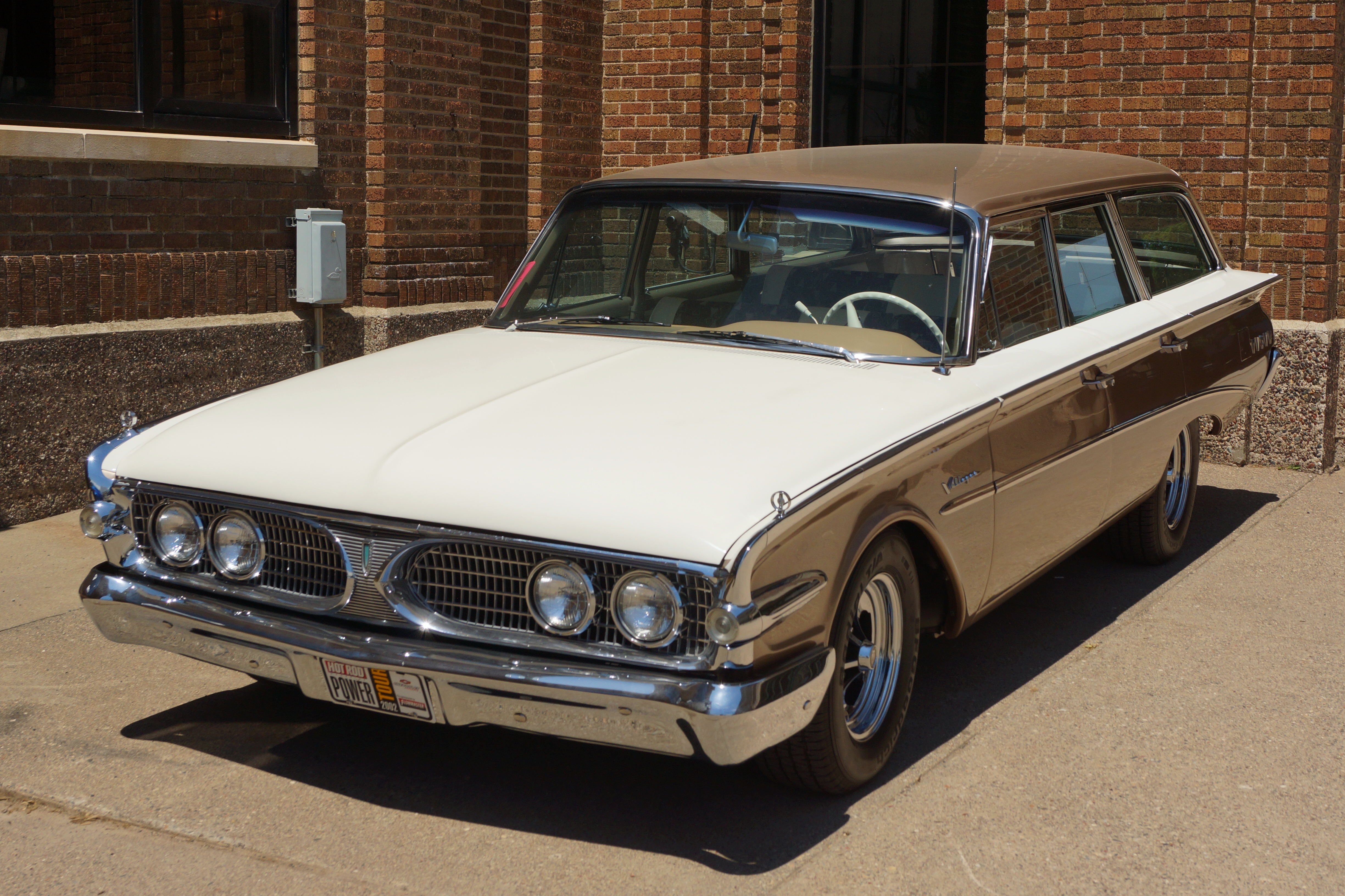
Rare Villager de 1960.

- Edsel Ranger (1958-1960) : modèle d'entrée de gamme (berlines et hardtops 2 ou 4 portes) proche des automobiles Ford ; en 1960, la nouvelle Ranger (comprenant un cabriolet) sera la seule automobile Edsel avec le break Villager.
- Edsel Pacer (1958) : version plus luxueuse de la Ranger (berline 4 portes, cabriolet et hardtops 2 et 4 portes) ; bien que plus prisée des clients que la Ranger, elle s'efface au profit de cette dernière et de la nouvelle Corsair en 1959.
- Edsel Corsair (1958-1959) : la Corsair de 1959, dérivée des Mercury, est plus grande et plus puissante et ne comprend que des hardtops ; celle de 1959 utilisera un châssis, plus court, et une large gamme de carrosseries dérivés des Ford (berlines et hardtops 2 ou 4 portes et cabriolets 2 portes).
- Edsel Citation (1958) : automobile de luxe s'inspirant de la Corsair ; ne comprenant que des hardtops et cabriolets, elle ne sera pas reconduite.
- Edsel Roundup (1958) : break d'entrée de gamme à deux portes ;
- Edsel Villager (1958-1960) : break quatre portes avec six ou neuf places assises, comme la Roundup, il s'inspire en ligne directe des breaks Ford (Ranch Wagon et Country Sedan) ;
- Edsel Bermuda (1958) : break woody haut de gamme (4 portes). Malgré son positionnement, ce modèle qui disparaît en 1959 s'inspire du break Ford (Country Squire) et non d'un modèle Mercury.

## Dans la culture populaire
La courte nouvelle La Sortie de San Breta écrite par George R. R. Martin fait référence à cette voiture.
L'Edsel est également présente dans La cave à charbon et dans Sage comme une image, deux romans de Ruth Rendell.
Dans le thriller d'anticipation Une seconde après de William R. Forstchen, une Ford Edsel 1959 est la seule voiture à pouvoir démarrer peu de temps après une impulsion électromagnétique.
On peut également voir une Edsel "Citation convertible" dans un épisode de la série télévisée Maigret avec Bruno Cremer (Maigret et les petits cochons sans queue, 2004).
L'écrivain de science-fiction américain Roger Zelazny, au début du célèbre roman L'Île des morts, mentionne cette marque d'automobile parmi des exemples de machines et d'objets appartenant à un passé révolu.
Billy Joel y fait référence dans sa chanson We Didn't Start the Fire.
La pièce de Dean Krippaehne Eight Tracks in my Edsel y fait référence.